# مدمن مونتز

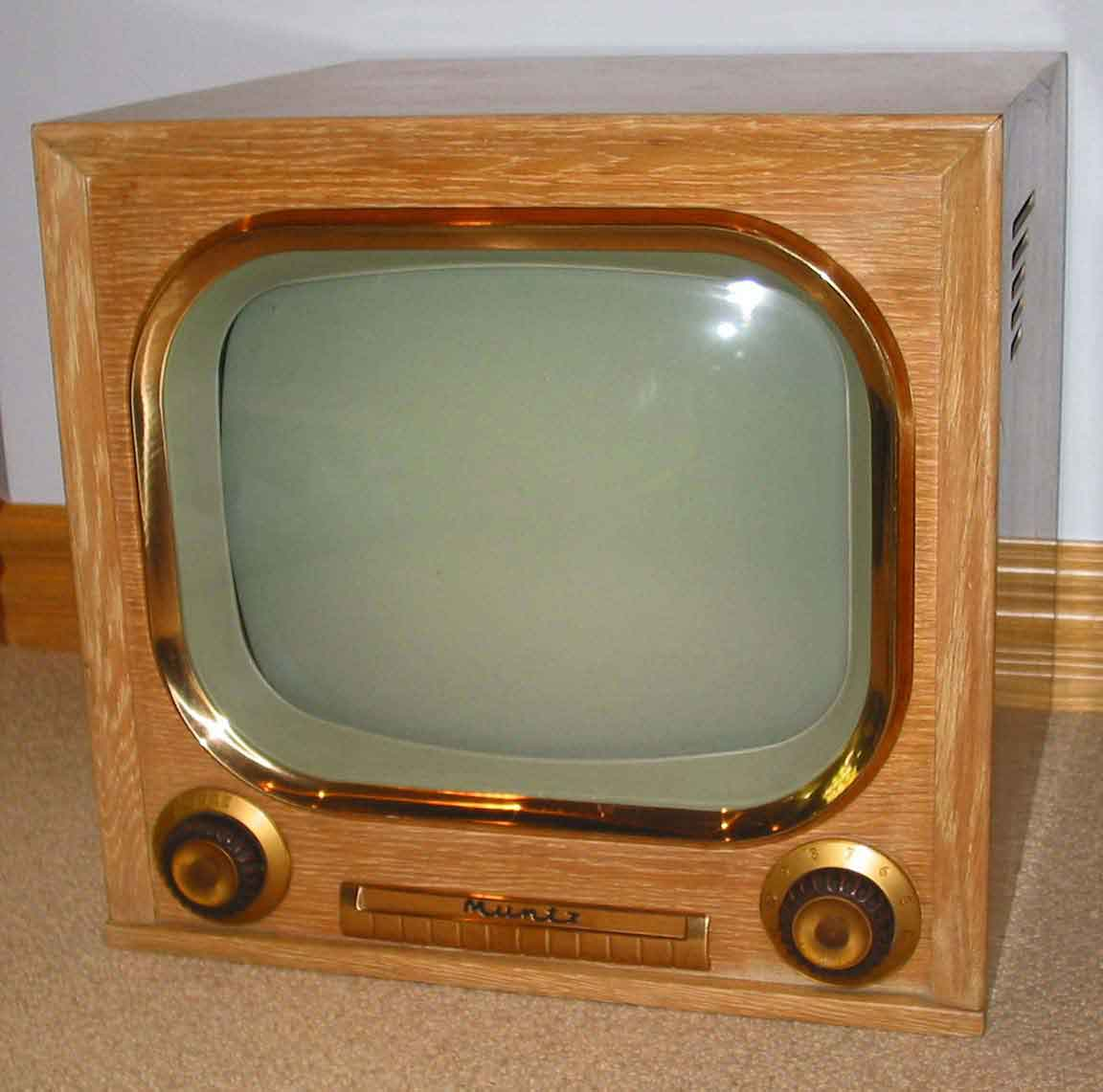
نمایی از یک تلویزیون مونتز محصول ۱۹۵۱

مدمن مونتز (انگلیسی: Madman Muntz; ۳ ژانویهٔ ۱۹۱۴ – ۲۱ ژوئن ۱۹۸۷) بازرگان، و مهندس اهل ایالات متحده آمریکا بود که اتومبیل‌ها و لوازم مصرفی الکترونیکی را در ایالات متحده از دهه ۱۹۳۰ تا اوایل سال ۱۹۸۷ به فروش گذاشت و تبلیغ کرد. او پیشگام در تبلیغات تلویزیونی
بود و اولین کسی بو که نا م اختصاری «TV» برای تلویزیون به کار برد. 
هرچند این اصطلاح قبلاً در نامه‌های تماس برای ایستگاه‌هایی مانند WCBS-TV استفاده شده بود.